# ملازای
ملازای (به انگلیسی: Mallazai) یک روستا در پاکستان است که در ایالت بلوچستان واقع شده‌است. ملازای ۲٬۳۹۸ متر بالاتر از سطح دریا واقع شده‌است.